# Tratado constitutivo de Unasur
El Tratado constitutivo de Unasur fue firmado el 23 de mayo de 2008 durante la tercera Cumbre del Consejo de Jefas y Jefes de Estado y de Gobierno celebrada en Brasília, Brasil. Estableciendo oficialmente la Unión de Naciones Suramericanas, que es una unión intergubernamental de doce Estados suramericanos.

## Signatarios

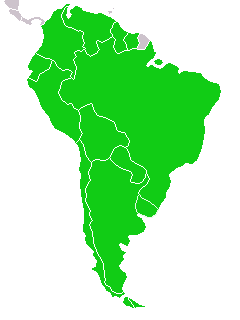
Estado de ratificación del Tratado Constitutivo de la Unasur en los doce Estados signatarios.
Ratificación completa

| Estado    | Signatario                | Ratificado | Fecha de Ratificación   |
| --------- | ------------------------- | ---------- | ----------------------- |
| Argentina | Cristina Fernández        | Si         | 2 de agosto de 2010     |
| Bolivia   | Evo Morales               | Si         | 11 de marzo de 2009     |
| Brasil    | Luiz Inácio Lula da Silva | Si         | 14 de julio de 2011     |
| Chile     | Michelle Bachelet         | Si         | 22 de noviembre de 2010 |
| Colombia  | Álvaro Uribe              | Si         | 28 de enero de 2011     |
| Ecuador   | Rafael Correa             | Si         | 15 de julio de 2009     |
| Guyana    | Bharrat Jagdeo            | Si         | 12 de febrero de 2010   |
| Paraguay  | Nicanor Duarte            | Si         | 9 de junio de 2011      |
| Perú      | Alan García               | Si         | 11 de mayo de 2010      |
| Surinam   | Ronald Venetiaan          | Si         | 5 de noviembre de 2010  |
| Uruguay   | Rodolfo Nin Novoa         | Si         | 30 de noviembre de 2010 |
| Venezuela | Hugo Chávez               | Si         | 13 de marzo de 2010     |

## Ratificación
El Tratado Constitutivo de la Unión de Naciones Suramericanas entrará en vigor treinta días después de la fecha de recepción de la novena ratificación. A partir de noviembre de 2010, nueve países ratificaron el tratado: Argentina, Bolivia, Chile, Ecuador, Guyana, Perú, Surinam, Venezuela y Uruguay.

## Protocolo Adicional
El 26 de noviembre de 2010, durante la Cumbre de Unasur de 2010, cuarta reunión del Consejo de Jefas y Jefes de Estado y de Gobierno, en Guyana los mandatarios introdujeron una cláusula en el Tratado Constitutivo de la Unasur. La enmienda especifica las medidas que deben adoptarse contra los Estados miembros cuyos procesos políticos no sean respetados. La cláusula establece sanciones, tales como el cierre de las fronteras y la suspensión del comercio, contra el Estado que sufre un intento de golpe. La decisión de incluir una cláusula democrática se hizo después de la reciente agitación en Ecuador, que amenazó brevemente la administración del presidente, Rafael Correa. El protocolo adicional fue firmado por todos los Estados miembros de la Unasur.